# منظمة الديمقراطية الشعبية - الحركة العمالية
منظمة الديمقراطية الشعبية - الحركة العمالية (بالفرنسية: Organisation pour la Démocratie Populaire - Mouvement du Travail)‏ كان الحزب السياسي الحاكم في بوركينا فاسو. تأسس في أبريل 1989 من قبل اتحاد الشيوعيين في بوركينا فاسو، المنظمة العسكرية الثورية وفصائل من اتحاد النضال الشيوعي - الشعلة والمجموعة الشيوعية البوركينية، كحزب قائم على الماركسية، ولكنه عملي بقوة، يتبنى سياسة السوق الحرة في الخطة الاقتصادية. تخلى عن الماركسية اللينينية في مارس 1991.
في فبراير 1996، أصبحت الحزب منظمة مؤسسية للمؤتمر للديمقراطية والتقدم.
في الانتخابات النيابية التي جرت في 24 مايو 1992 فاز بنسبة 48.2٪ من الأصوات الشعبية و70 من أصل 107 مقعد.
قاد الحزب أرسين بونغنيسان يي، ناباهو كانيدوا وروش مارك كريستيان كابوري.
نشر الحزب صحيفته يلين.

## التاريخ الانتخابي

### انتخابات رئاسية
| انتخابات | مرشح الحزب    | الأصوات | %    | النتيجة |
| -------- | ------------- | ------- | ---- | ------- |
| 1991     | بليز كومباوري | 750,146 | 100% | انتخب   |

### انتخابات الجمعية الوطنية
| انتخابات | الأصوات | %     | المقاعد  | +/–  |
| -------- | ------- | ----- | -------- | ---- |
| 1992     | 590,808 | 48.5% | 78 / 107 | ▲ 78 |